# Teresio Piana
Teresio Piana (Alessandria, 18 ottobre 1918 – Alessandria, 13 novembre 2001) è stato un calciatore italiano, di ruolo ala.

## Carriera
Cresciuto nelle giovanili dell'Alessandria, dopo una presenza in Serie A si trasferisce in Liguria per militare in Serie C con Imperia e Savona, con cui nella stagione 1939-1940 conquista la promozione fra i cadetti, con il decisivo apporto di 16 reti in 22 incontri disputati.
Resta a Savona anche nella stagione successiva, la migliore della storia per i liguri che giungono quarti sfiorando la promozione in massima serie. Nell'estate successiva si trasferisce al Livorno in Serie A.
Nel Livorno, dopo una stagione conclusa con una salvezza e 8 marcature personali, nella stagione 1942-1943 giunge a sfiorare la conquista dello scudetto (il Grande Torino supera i toscani sul filo di lana); risulta capocannoniere della squadra con 12 realizzazioni.
Dopo l'interruzione delle competizioni ufficiali, Piana torna ad Alessandria dove disputa il Campionato Alta Italia 1944. Nel 1945 disputa il Torneo Lombardo con il Pavia.
Nell'immediato dopo guerra è in forza al Savona con cui disputa alcune amichevoli, per poi tornare al Livorno con cui disputa l'anomalo campionato 1945-1946, in cui realizza 9 reti, come nella stagione successiva.
Resta a Livorno fino alla stagione 1948-1949, che vede i toscani chiudere all'ultimo posto, e Piana scendere in campo in 11 occasioni senza trovare la via del gol. Torna quindi a Savona dove chiude la carriera agonistica.
In carriera ha totalizzato complessivamente 109 presenze e 36 reti in Serie A.